# Sabine Prilop
Sabine Prilop (* 7. Mai 1960 in Göttingen) ist eine deutsche Schriftstellerin.

## Leben und Werk
Nach einer kaufmännischen Ausbildung und einem berufsbegleitenden Studium der Literaturwissenschaft in Göttingen lebt Sabine Prilop als freie Schriftstellerin in ihrer Geburtsstadt. Sie schreibt Essays, Gedichte, Hörstücke, Kurzgeschichten, Romane und arbeitet als Herausgeberin und Ghostwriterin. Bücher, Gedichte und Kurzgeschichten von ihr sind in mehreren Einzeltiteln sowie in zahlreichen Anthologien sowie Zeitschriften erschienen.
Prilop ist stellvertretende Landesvorsitzende des Verbandes deutscher Schriftsteller (VS) in ver.di, Landesbezirk Niedersachsen/Bremen.
Sabine Prilop ist mit dem Juristen Helmut Prilop verheiratet.

## Schriften
- Rosen Rondell Rot, Gedichte, Schapen Edition, Braunschweig 1998
- Rainer Maria Rilke. Die russischen Reisen, Gedichte, Verlag Doris Lenz, Köln 1999
- Und das Wissen ist der Tod, Kriminalroman, Leda Verlag, Leer 2004
- Schleierstaub, Gedichte, Geest-Verlag, Vechta 2008
- Das Mühlengrab, Kriminalroman, Leda Verlag, Leer 2008
- Kräuter des Jahrtausendgärtners, Sachbuch, Beuroner Kunstverlag, Beuron 2012
- Süßes Feuer, Kriminalroman, Prolibris Verlag, Kassel 2013

Anthologien, als Hrsg.
- Die Sterne wollten stillestehn, Weihnachtsgeschichten der Weltliteratur, Artemis & Winkler, Düsseldorf 2000
- Meine Katze die Prinzessin, Artemis & Winkler, Düsseldorf 2001
- Hexen, Teufel und Gespenster. Satanische Geschichten von Walpurgisnacht bis Halloween, Artemis und Winkler, Düsseldorf 2001
- Russische Weihnacht, Artemis & Winkler, Düsseldorf 2001
- Der Spiegel des Cyprianus, Zaubermärchen, Artemis & Winkler, Düsseldorf 2003
- Glühwein mit Schuss. Weihnachtskrimis, Artemis & Winkler, Düsseldorf 2003
- Weihnachtsgespenster. Die schönsten Spukgeschichten zum Fest, Artemis & Winkler, Düsseldorf 2005
- Blumengedichte, Reclam-Verlag, Stuttgart 2008
- Tierische Weihnachtsgäste, Reclam-Verlag, Stuttgart 2008